# Achtundvierziger (Dithmarschen)

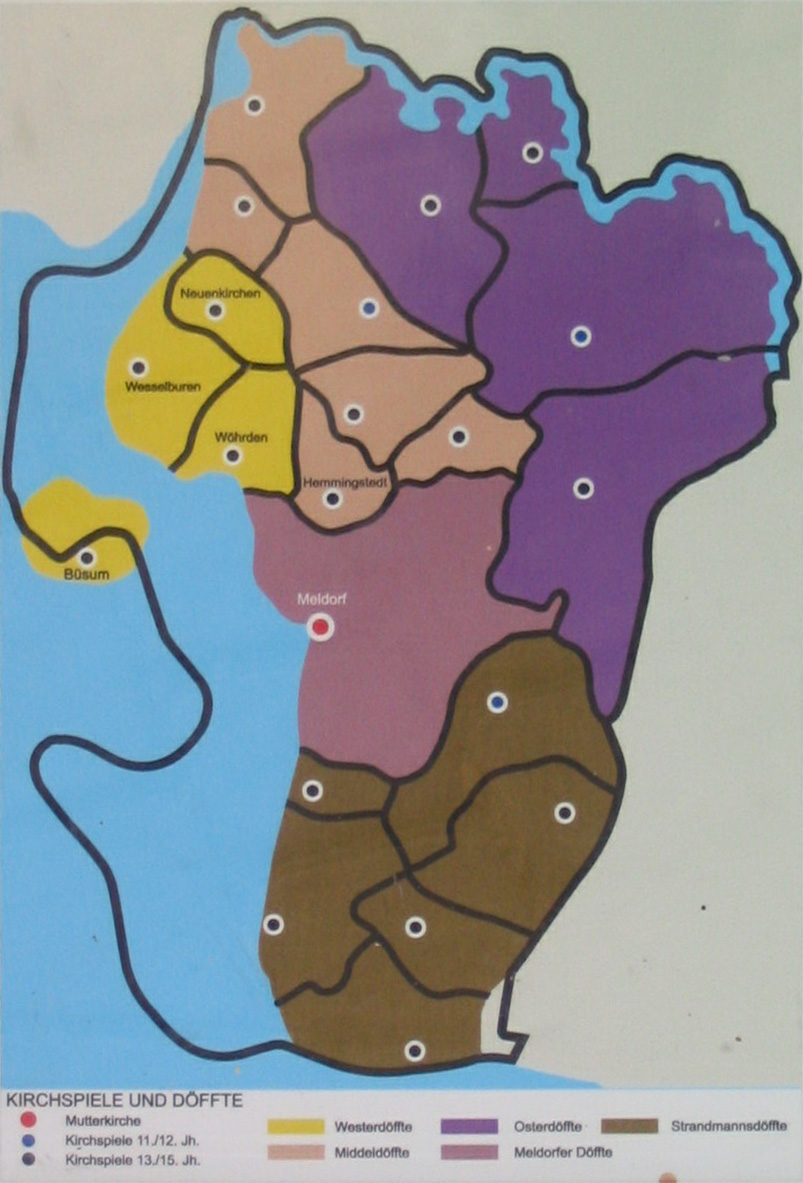
Die fünf Döfften

Mit der Aufzeichnung des Dithmarscher Landrechts vom 13. Februar 1447, mit dem die Dithmarscher – beraten von den Hansestädten – eine feste und sichere Ordnung im eigenen Lande errichten und den Eigeninteressen der nahezu eigenständig handelnden Kirchspiele begegnen wollten, wurde gleichzeitig ein Obergericht von 48 auf Lebenszeit eingesetzten Richtern, aus den Reihen der „Dithmarscher Wappengeschlechter“ gewählt. In den folgenden Jahrzehnten entwickelte sich dieses Kollegium zum eigentlichen Selbstverwaltungsorgan der Bauernrepublik Dithmarschen (1227–1559). Da die Mitglieder der Achtundvierziger nicht aufgrund von freien, gleichen und geheimen Wahlen bestimmt wurden, sondern aus den Reihen des Großbauerntums entsandt wurden, kann im engeren Sinne nicht von einer demokratischen Staatsform, sondern eher von einer Großbauern-Oligarchie/Plutokratie gesprochen werden. Das Geschlecht der Wollersen, als ältestes und größtes des Landes, stellte allein fünf der Achtundvierzig
Die Zusammensetzung erfolgte nach dem Duodezimalsystem – jeder Landesteil sollte ursprünglich 12 Vertreter stellen. Diese Landesteile wurden Döffte genannt. Die volksetymologische Herleitung dieses Begriffs für die Wehr- und Gerichtsbarkeitsbezirke von Taufe lehnt Hans Nicolai Andreas Jensen zwar ab, führt aber die Distrikteinteilung auf die Zuschnitte der im 11./12. Jahrhundert entstandenen und später mehrfach geteilten ersten Kirchspiele zurück. Die Bauernrepublik Dithmarschen bestand aus insgesamt fünf Döfften: Die Westerdöfft, die Mitteldöfft, die Osterdöfft, die Meldorfer Döfft und die Strandmannsdöfft. Da der letztgenannte Landesteil sich an der Verfassungsreform nicht beteiligen wollte, stellte sie keinen Vertreter, sodass insgesamt 48 Richter durch Wahl eingesetzt wurden. Diese Richter hatten nahezu vollständige Autorität in ihrem Wirkungsbereich und sind auch außerhalb, beispielsweise bei der Hanse, angesehene Männer gewesen.
Das Kollegium der Achtundvierziger bestand bis kurz nach Unterwerfung der Bauernrepublik Dithmarschen in der Letzten Fehde  bis 1561 verloren sie aber stetig an Bedeutung und Verwaltungsrecht.